# Nikon SLM Solutions
Die Nikon SLM Solutions AG (bis August 2023 SLM Solutions Group AG) mit Hauptsitz in Lübeck ist ein börsennotierter Hersteller von 3D-Metalldruckern. Gemessen an der Anzahl der verkauften Maschinen war SLM Solutions 2012 der weltweit drittgrößte Hersteller, nach dem Marktführer EOS und Concept Laser. Alle drei haben ihren Sitz in Deutschland.
Die Aktien der SLM Solutions Group AG sind von 9. Mai 2014 bis 2023 im Prime Standard an der Frankfurter Wertpapierbörse notiert.

## Geschichte
Zwischen 1996 und 1998 begannen die Firmen F & S Stereolithografietechnik GmbH (Fockele & Schwarze) und Trumpf GmbH sowie das Fraunhofer-Institut für Lasertechnik mit ersten Forschungen im Bereich Laserschmelzverfahren. Nach Gründung eines europäischen Technologiezentrums für Rapid Prototyping in Kaarst führte die britische Mining and Chemical Products Ltd. (MCP) die Technik des Selektiven Laserschmelzens ein, während Fockele & Schwarze sich diverse Patente in diesem Bereich erarbeiteten.
2002 gingen F & S und MCP eine Partnerschaft ein und entwickelten gemeinsam marktreife SLM-Geräte. MCP leistete Pionierarbeit in der Laserverarbeitung von Aluminium und Titan. Entwicklung und Herstellung der Geräte war beim Tochterunternehmen HEK GmbH in Lübeck angesiedelt. Im Zuge eines Konzernumbaus bei MCP wurde dieser Geschäftsbereich 2008 unter Leitung von Hans-Joachim Ihde in die 2006 gegründete MTT Technologies GmbH – später SLM Solutions GmbH – ausgegliedert und an Ihde und Henner Schöneborn verkauft. Beide sind bis heute (Stand Mai 2014) an der SLM AG beteiligt.
Über ihren Fonds Parcom Deutschland I beteiligte sich auch die ING Groep an SLM und übernahm gut die Hälfte der Anteile. Zur Vorbereitung auf den geplanten Börsengang wurde das Unternehmen in die neu gegründete SLM Holding GmbH eingebracht, die 2014 zur SLM Solutions Group AG umfirmierte.
Das formale Gründungsjahr der Aktiengesellschaft ist somit 2014, während die Ursprünge des Unternehmens bis in die 1990er Jahre zurückreichen. In einer Selbstdarstellung werden sie bis zur Gründung einer bolivianischen Wismutmine in den 1860er Jahren zurückverfolgt. Der Wertpapierprospekt zum Börsengang nennt 2006 als Gründungsdatum der operativen Gesellschaft.
Im Rahmen des Börsengangs im Mai 2014 erlöste die SLM Solutions Group AG 75 Mio. € durch die Ausgabe neuer Aktien. Gleichzeitig verkauften die Altaktionäre – hauptsächlich Parcom – Aktien zum Kurswert von 105 Mio. €. Geplant war die Abgabe von Altaktien zum Kurswert von 103 bis 163 Mio. €.
Im Jahr 2016 wurden wichtige strategische Partnerschaften etabliert. Im Bereich Anwendungssoftware wurde im Februar 2016 zusammen mit der österreichischen CADS GmbH aus Perg die SLM Solutions Software GmbH gegründet. Gemeinsames Ziel ist die Entwicklung einer Software, die die optimale Gestaltung von Bauteilen für die additive Fertigung erleichtert. Außerdem wurde am 14. Juli 2016 die 3D Metal Powder GmbH in das Handelsregister eingetragen, um Verbrauchsmaterialien für Kundenanwendungen liefern zu können.
Im Jahr 2016 gab es einen über Monate andauernden Übernahmeversuch von SLM Solutions durch GE Aviation, der an der Preisvorstellung eines bedeutenden Aktionärs, dem Hedgefonds Elliott, scheiterte.
Anfang September 2022 veröffentlichte Nikon, dass es die SLM Solutions Group AG übernehmen wird. Zunächst zeichnete Nikon über eine Kapitalerhöhung 10 Prozent der Aktien.
Am 20. Januar 2023 bestätigte Nikon auf der bereits benannten Webseite die erfolgreiche Übernahme der SLM Solutions Group AG.

## Produkte und Anwendungen

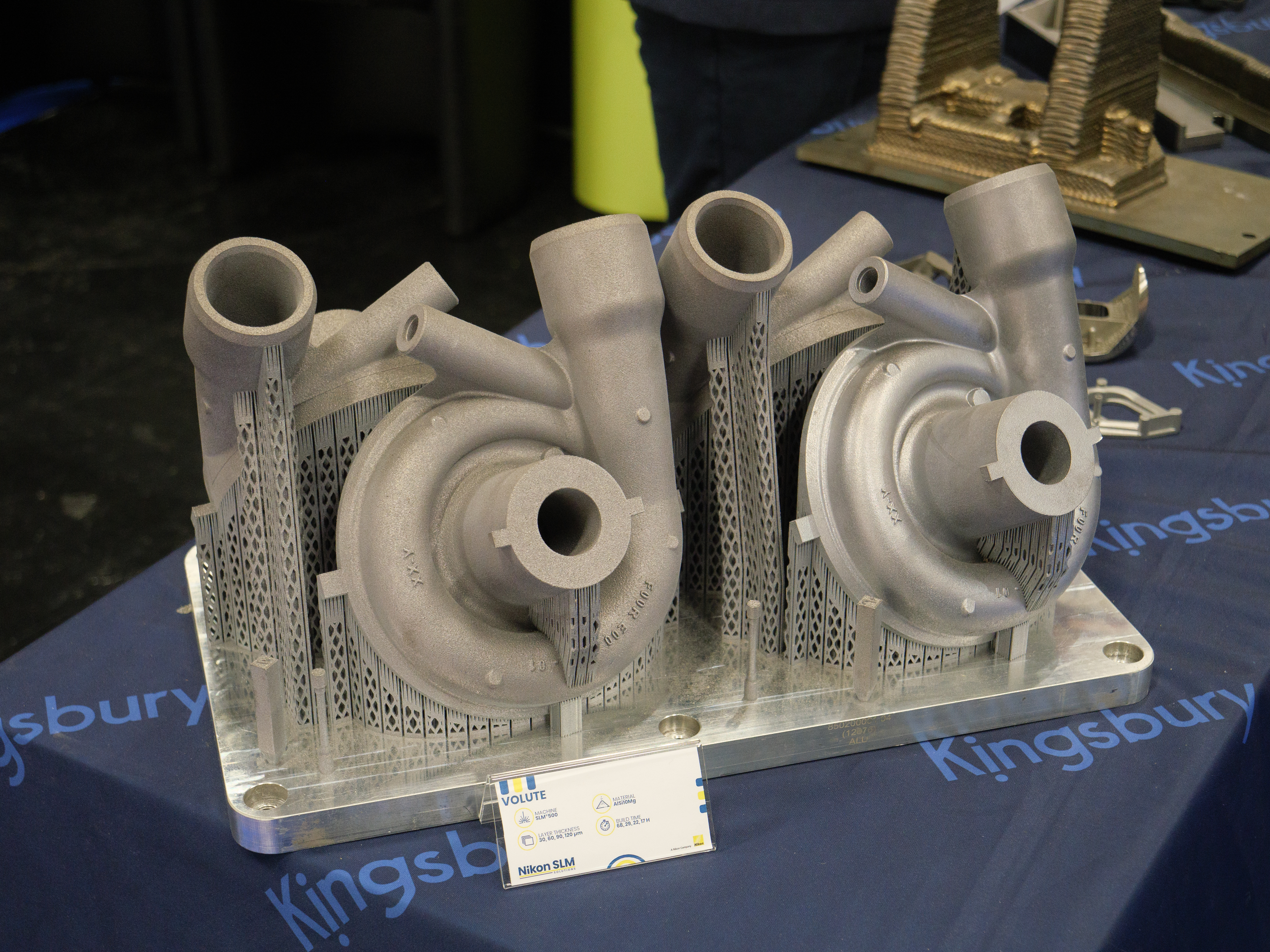
Mit Nikon SLM-Maschinen hergestellte Motorenteile

Es werden Selective Laser Melting Maschinen (Laserschmelzmaschinen) mit Laserleistungen von 400 bis 12000 Watt angeboten, Letzteres verteilt auf 12 Laser. Die Geräte verarbeiten verschiedene Materialien wie Aluminium, Stähle, Titan und Inconel. Die Maximalgröße der gefertigten Bauteile beträgt je nach Modell 125 × 125 × 125 mm bis 500 × 280 × 850 mm bzw. 600 × 600 × 600 mm.
Anwendungsbereiche für Drucker der SLM Solutions sind unter anderem die Energietechnik (z. B. Turbinenteile), Fahrzeugtechnik und Medizintechnik (beispielsweise für Implantate). Viele Geräte wurden an Forschungseinrichtungen verkauft.
Neben den Laserschmelzgeräten vertreibt SLM Solutions Group AG auch herkömmliche Gießsysteme für das Rapid Prototyping. Auf diesen Geschäftsbereich entfällt ein kleinerer, abnehmender Umsatzanteil.

## Geschäfts- und Finanzlage
In den Jahren vor dem Börsengang erlebte SLM Solutions bis zum Jahr 2017 eine steigende Nachfrage nach 3D-Druckern und ein entsprechend starkes Wachstum. Die folgende Tabelle gibt einige Geschäftskennzahlen wieder:
| Jahr | verkaufte SLM-Maschinen | Umsatz (in Mio. €) | EBITDA a (in Mio. €) | EBITA a (in Mio. €) | Mitarbeiter b |
| ---- | ----------------------- | ------------------ | -------------------- | ------------------- | ------------- |
| 2011 | 7                       | 11,9               | 1,2                  | 0,8                 | 46            |
| 2012 | 21                      | 17,5               | 1,9                  | 1,5                 | 52            |
| 2013 | 28                      | 21,6               | 2,5                  | 1,5                 | 74            |
| 2014 | 9                       | 33,5               | 4,5                  | −6,0 c              | 148           |
| 2015 | 93                      | 66,1               | 8,1                  | 4,9                 | 200           |
| 2016 | 118                     | 80,7               | 2,6                  | −2,6                | 300           |
| 2017 | 113                     | 82,5               | 2,0                  | −3,8                | 370           |
| 2018 | 99                      | 71,7               | −7,0                 | −14,6               | 422           |
| 2019 | 49                      | 49,0               | −26,0                | −26,7               | 405           |

## Aktionäre (2019)
Größter Einzelaktionär des Unternehmens war der amerikanische Hedgefonds-Manager Paul Elliott Singer mit einem Anteil von 28 % am stimmberechtigten Grundkapital. Die gesamte gemeldete Aktionärstruktur war:
| Anteil  | Anteilseigner                                              |
| ------- | ---------------------------------------------------------- |
| 28,00 % | Paul Elliott Singer                                        |
| 15,25 % | Hans-Joachim Ihde (Aufsichtsratsmitglied des Unternehmens) |
| 15,09 % | George Kounelakis                                          |
| 10,12 % | Invesco Ltd.                                               |
| 31,54 % | Streubesitz                                                |

Stand: 3. Juli 2019